# Park Won-soon
Park Won-soon, född 26 mars 1956 i Changnyeong, död 9 juli 2020 i Seoul, var en sydkoreansk politiker som var borgmästare i Seoul från 2011 fram till sin död 2020. Han anmäldes försvunnen den 9 juli 2020 och hittades dagen efter död.